# 三重県道621号永井保々停車場線
三重県道621号永井保々停車場線（みえけんどう621ごう ながいほぼていしゃじょうせん）は、三重県三重郡菰野町から四日市市に至る一般県道である。

## 概要
三重郡菰野町大字永井から四日市市中野町に至る。

### 路線データ
- 起点：三重郡菰野町大字永井（北鴨塚交差点、三重県道140号四日市菰野大安線交点、三重県道626号千草永井線終点）
- 終点：四日市市中野町（三岐鉄道三岐線 保々駅前）
- 総延長：3,894 m

## 歴史
- 1959年（昭和34年）1月25日 - 路線認定[1]。

## 路線状況
生活道路として利用される。

## 地理

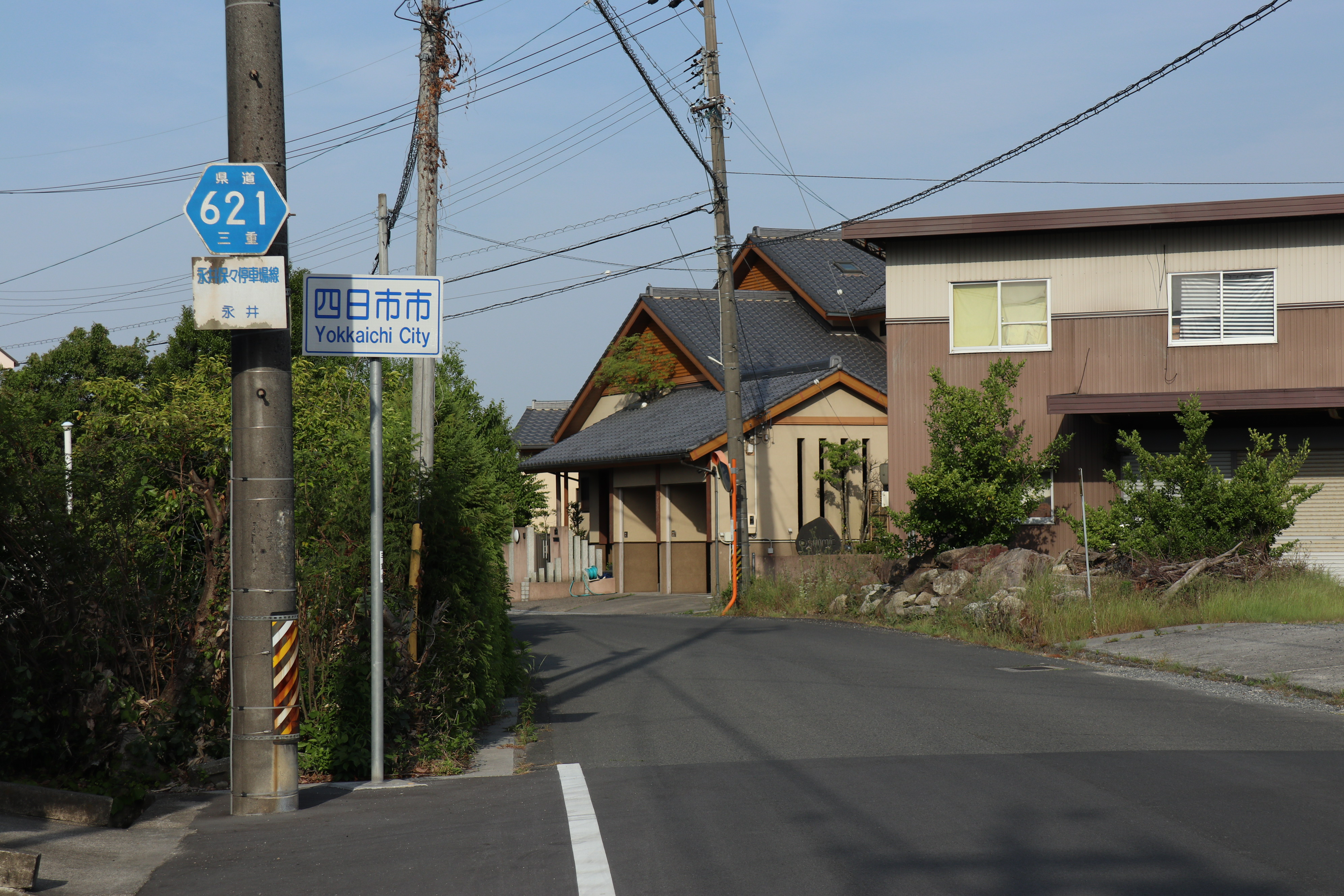
三重郡菰野町大字永井

### 通過する自治体
- 三重県
  - 三重郡菰野町 - 四日市市

### 交差する道路
| 交差する道路                                          | 市町村名 | 市町村名 | 交差する場所 | 交差する場所        |
| ----------------------------------------------------- | -------- | -------- | ------------ | ------------------- |
| 三重県道140号四日市菰野大安線 三重県道626号千草永井線 | 三重郡   | 菰野町   | 大字永井     | 北鴨塚交差点 / 起点 |
| 三重県道14号菰野東員線                                | 四日市市 | 四日市市 | 西村町       | 保々小学校前交差点  |
| 三重県道622号小牧小杉線                               | 四日市市 | 四日市市 | 小牧町       |                     |

### 交差する鉄道
- 三岐鉄道三岐線

### 沿線
朝明川に沿った線形をしているが、同川からは離れている。
- 四日市市立保々小学校
- 四日市市立保々中学校
- JAみえきた 保々支店
- 四日市市役所 保々地区市民センター
- 四日市西警察署 保々警察官駐在所
- 保々ふれあい会館
- 坂口化学
- 三岐鉄道三岐線 保々駅